# 莫頓·艾夫奧·普斯
莫頓·艾夫奧·普斯（英語：Morton Everel Post；1840年12月25日—1933年3月19日），是一位美國民主黨的政治人物，曾在1881年至1885年擔任懷俄明領地眾議院議會代表。

## 生涯
普斯生於紐約州門羅縣西亨麗埃塔（近羅切斯特），就讀紐約維奇和麥地那學院。
1860年他移居到科羅拉多州丹佛，並從事密蘇里河和丹佛之間的貨物運輸業務，也曾在1846年於蒙大拿榿木峽谷從事採礦工作。同年，普斯成為民主黨全國委員會委員；後在1867年搬到了現屬懷俄明州部分的達科他領地，並在1870年至1876年間出任拉勒米縣縣長，又在1878年至1880年成為領地議會議員，亦有在夏延從事銀行和畜牧業。
普斯以民主黨黨員身份在第四十七屆及第四十八屆聯邦國會服務，任期自1881年3月4日到1885年3月3日，惟在1884年推辭了再次提名。
退出政壇後，他繼續從事運輸與銀行業。1885年他移居到加利福尼亞州牧場和阿罕布拉附近從事養殖與水果種植。1916年，普斯退休，曾在洛杉磯居住直到1928年搬到阿罕布拉為止。1933年3月19日，普斯逝世，葬於英格爾伍德的英格爾伍德公園公墓。